# اشتدت
اشتدت (به آلمانی: Estedt) یک منطقهٔ مسکونی در آلمان است که در گراده‌لگن واقع شده‌است. اشتدت  ۳۸۹ نفر جمعیت دارد.